# Scoutisme
« Scout » redirige ici.  Pour le lanceur américain, voir Scout (fusée).
Le scoutisme  (de l'anglais scout, mot signifiant, à l'origine, éclaireur, lui-même issu de l'ancien français « escoute » signifiant écoute) est un mouvement de jeunesse mondial créé par Robert Baden-Powell, un général protestant britannique à la retraite, en 1907, à Brownsea. 
Aujourd'hui, le scoutisme (comprenant les guides, les éclaireuses et les éclaireurs) compte plus de 58 millions de membres dans 217 pays et territoires, de toutes les religions et de toutes les nationalités, représentés par plusieurs associations scoutes au niveau mondial. En France, le scoutisme est régi par la législation des accueils collectifs de mineurs à caractère éducatif.
Le scoutisme est un mouvement de jeunesse reposant sur l'apprentissage de valeurs, telles que la franchise le dévouement et la pureté. Son but est d'aider le jeune individu à former son caractère et à construire sa personnalité tout en contribuant à son développement physique, mental et spirituel. Pour atteindre cet objectif, le scoutisme s'appuie sur des activités pratiques dans la nature, mais aussi des activités en intérieur, destinées plutôt à un apprentissage intellectuel. Le scoutisme s'appuie sur une loi et une promesse et a généralement une dimension religieuse ou spirituelle.
Les membres sont appelés « scouts » (suivant le terme anglais international d'origine) ou parfois « éclaireurs » (sa traduction) dans les pays francophones. Au sens strict, ces termes désignent les jeunes garçons âgés de 12 à 17 ans. Au sens plus large, les encadrants, les animateurs ou les anciens membres sont des scouts, ou « restent des scouts dans l'âme ». Le « scout » est connu du public par le port d'un foulard et d'une tenue plus ou moins complète.
Les Guides sont l'équivalent féminin catholique des scoutes. Le mouvement féminin autre est celui des éclaireuses. À partir des années 1950, certains mouvements scouts ont fait le choix de la mixité (ou « coéducation ») dans les unités, tandis que d'autres conservent aujourd'hui des unités ou troupes exclusivement masculines ou féminines.

## Historique du mouvement

### Origines

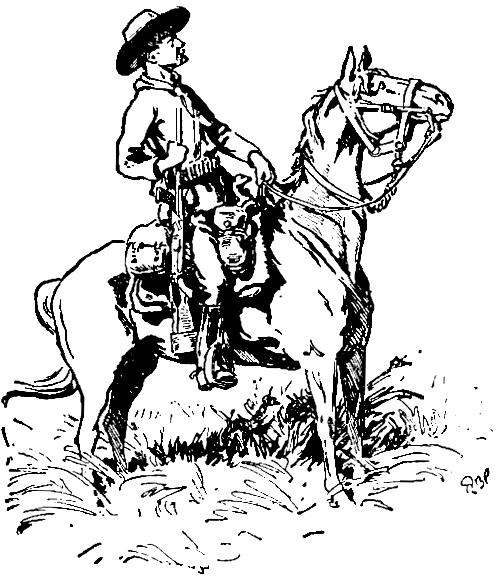
Croquis de Burnham par Baden-Powell en Rhodésie, en 1896.

En Rhodésie du Sud en 1896, Frederick Russell Burnham enseigna des techniques de survie à Robert Baden-Powell, devenant[Qui ?] ainsi l'une des sources d'inspiration de la création du scoutisme. Les prémices d'une idée de scoutisme datent du siège de Mafeking en Afrique du Sud au cours de la seconde guerre des Boers (1899-1902) au cours de laquelle Baden-Powell sert comme officier de commandement. Avec beaucoup d'astuce et de courage communicatif, il réussit à sauver la ville de Mafeking qui était assiégée depuis 217 jours par des troupes ennemies quatre fois plus nombreuses. Baden-Powell utilisa les jeunes de la ville appelés les cadets comme messagers pour transmettre des messages à pied et à vélo, comme observateurs, sentinelles et éclaireurs.
À la libération de la ville, le 16 mai 1900, Baden-Powell est acclamé comme un héros et est nommé major-général par la reine elle-même. Il prouva que des jeunes étaient tout à fait capables de réussir une mission, pourvu qu'on leur fît confiance. Il publie ses observations sous le nom de « scouting » (l'art des éclaireurs) dans un petit fascicule destiné aux militaires appelé : « Aids to scouting ».
À son retour au Royaume-Uni, Baden-Powell fut accueilli triomphalement. Il constate que « Aids to scouting » a un immense succès auprès des garçons britanniques et est utilisé par des éducateurs. Il reçoit même beaucoup de courriers de garçons lui demandant des conseils. Frappé par le spectacle d'une jeunesse britannique des quartiers désœuvrés livrée à la drogue et au tabac, souvent en mauvaise santé et délinquante, il décide de mettre l'expérience apprise à la guerre au service des jeunes gens, cette fois dans une optique de paix. « Sa carrière lui a permis de connaître les hommes pour leur permettre de donner le meilleur d’eux-mêmes avec bienveillance et patience », commente Michel Seyrat, spécialiste de la pensée du fondateur du scoutisme.
S'inspirant de nombreuses expériences éducatives auprès des mouvements de jeunesse de l'époque, il reprend des éléments entiers des méthodes d'autres associations, suscitant parfois des conflits comme celui qui l'oppose à Ernest Thompson Seton. Mais ce qui le caractérise c'est sa capacité à synthétiser toutes ces lectures et toutes les expériences sur lesquelles il s'est documenté pour produire un mouvement de jeunesse qui possède ses propres références et ses rites caractéristiques.
Notons parmi ses sources, les Wandervogel allemands ou autrichiens, les rites d'initiation zoulous, la gymnastique développée en Allemagne par Friedrich Ludwig Jahn, sans compter les codes de chevalerie dont il n'était pas le premier à s'inspirer, suivant en cela l'exemple de Ruskin[Qui ?] aux États-Unis (Knight of King Arthur) ou le mouvement Woodcraft qui pratiquait déjà un système de badges.[réf. nécessaire]
Mais ce qui marque également Robert Baden-Powell, c'est sa propre adolescence et son environnement familial. Son enfance est bercée par le récit des aventures de son grand-père, l'amiral William Henry Smyth. Il pratique la voile avec ses frères, ce qui lui inspire plus tard plusieurs récits autobiographiques, notamment la construction du voilier de son frère avec quelques amis du métier.
Il apprend la répartition des responsabilités à bord, l'acquisition de compétences et la vie d'équipage. Un autre de ses ancêtres, John Smyth, explorateur, avait traversé l'Océan et sillonné la Virginie, alors territoire inexploré. Comment échapper à toutes ses influences quand sa mère l'autorise à accompagner Warington, l'ainé de Baden Powell, navigateur endurci, auprès duquel il acquiert une expérience de la navigation qui l'influencera durablement.
« À la fin de ma carrière militaire », dit Baden-Powell, « je me mis à l'œuvre pour transformer ce qui était un art d'apprendre aux hommes à faire la guerre, en un art d'apprendre aux jeunes à faire la paix ; le scoutisme n'a rien de commun avec les principes militaires. »

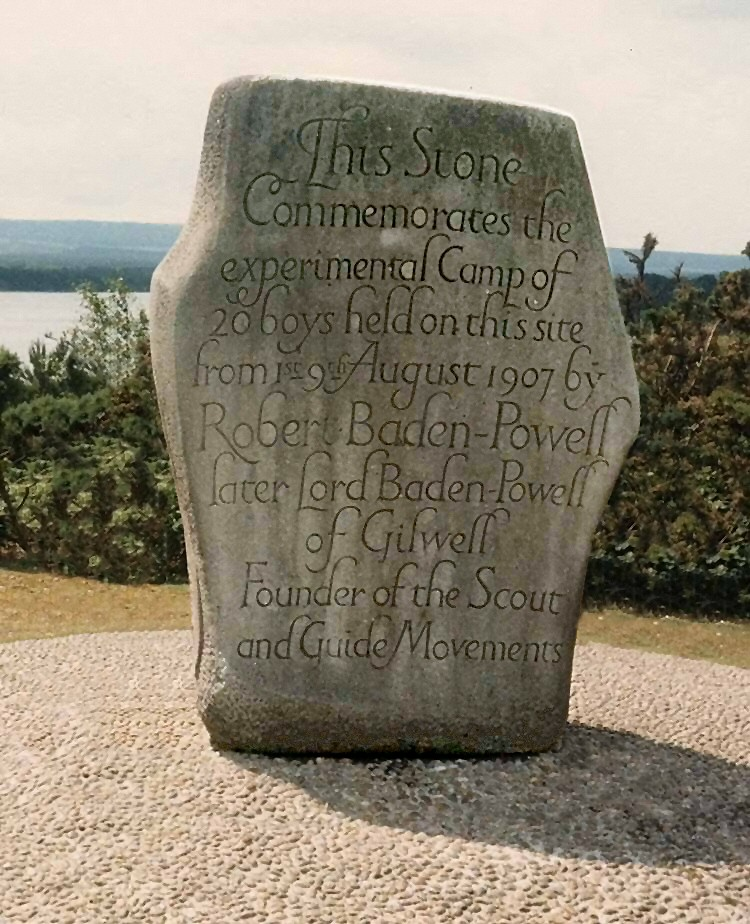
Pierre sur Brownsea Island commémorant le premier camp scout.

En 1907, alors âgé de 50 ans, il organise un camp de quinze jours avec une vingtaine de garçons de différentes classes sociales sur l'île de Brownsea, qui débute le 29 juillet. Il y teste ses idées d'éducation par le jeu, d'indépendance et de confiance. À la suite de ce camp, Sir William Smith (fondateur de la « boy's brigade ») lui demande d'écrire un ouvrage sur la manière dont le « Scouting » pouvait être adapté à la jeunesse qu'il appelle : Scouting for boys (Éclaireurs).
Baden-Powell pensait alors que ce livre pourrait donner des idées aux jeunes pour se regrouper en organisations. En effet, les premières patrouilles de scouts furent créées et Baden-Powell reçut de nombreuses demandes d'aide. Il les encouragea et le développement du mouvement scout commença au Royaume-Uni avec la création des scouts marins, des scouts de l'air et d'autres unités spécialisées.
Baden Powell dirigea avec son frère Warington un camp nautique en 1908, à Buckler's Hard, dans le Hampshire, en Angleterre, peu après celui de Brownsea Island en 1907, avec là aussi une vingtaine de garçons posant les fondations des « Sea Scouts ». C'est ainsi que Baden-Powell en vint à lancer le scoutisme marin avec l'aide de son frère Warington, avocat à l'amirauté, marin expérimenté et promoteur de la navigation en canoë. Cependant, les scouts marins ne seront pas nommés ainsi avant 1912. Auparavant, en 1910, Warington aura écrit Sea Scouting and Seamanship for Boys, préfacé par son frère, le premier manuel de scoutisme marin, qui fut reçu avec beaucoup d'enthousiasme par les nombreux jeunes britanniques intéressés par cette nouvelle forme de scoutisme.
Baden-Powell ne pouvant plus conseiller personnellement chaque jeune qui lui demandait de l'aide, il décida de mettre en place une formation des adultes pour l'encadrement. Le Wood Badge course est alors créé à ce propos. En 1919, Gilwell Park près de Londres est acheté afin d'être utilisé comme camp et site d'entraînement pour les adultes.

### Expansion
Le scoutisme a commencé à se répandre à travers la Grande-Bretagne et l'Irlande bien avant la publication du Scouting for boys de Baden-Powell et il s'étend rapidement dans l'empire britannique. La première unité hors du Royaume-Uni connue a été transportée à Gibraltar en 1908 suivie par Malte peu de temps après. Le Canada devint le premier dominion possédant un programme Boy Scout, puis l'Australie, la Nouvelle-Zélande et l'Afrique du Sud quelques années après. Le Chili est le premier pays hors des dominions britanniques à posséder un mouvement scout reconnu. Le mouvement fait des émules en France à partir de 1909 à Nantes,.
Le premier rally scout se tient au Crystal Palace à Londres en 1910. Il attira 10 000 garçons ainsi que de nombreuses filles. En 1910, la Belgique, l'Inde, Singapour, la Suède, la Suisse, le Danemark, la France, la Russie, la Finlande, l'Allemagne, la Norvège, le Mexique, l'Argentine, la Grèce et les États-Unis ont des Boy Scouts...

### De nos jours
En 2007, le scoutisme a célébré ses 100 ans d'existence, avec plusieurs grands événements tels que le renouvellement de la promesse qui a eu lieu le 1er août partout dans le monde, le JAMbe (rassemblement de 95 000 scouts et guides en Belgique, ce qui constitue un record), le jamboree mondial à Chelmsford et sur l'île de Brownsea (Royaume-Uni), ou encore le jamboree mondial de la Paix réunissant au lendemain de la deuxième guerre plusieurs dizaines de milliers de scouts du monde entier et de toutes confessions.
En 2008, on compte plus de 28 millions de scouts et plus de 10 millions de guides dans le monde, répartis dans 216 pays,.
| Pays        | Communauté | Date d'introduction du scoutisme | ... du guidisme |
| ----------- | ---------- | -------------------------------- | --------------- |
| États-Unis  | 9 500 000  | 1919                             | 1912            |
| Indonésie   | 8 100 000  | 1912                             | 1912            |
| Inde        | 3 700 000  | 1909                             | 1911            |
| Philippines | 2 550 000  | 1910                             | 1918            |
| Thaïlande   | 1 400 000  | 1911                             | 1957            |
| Royaume-Uni | 1 000 000  | 1907                             | 1909            |
| Bangladesh  | 950 000    | 1920                             | 1928            |
| Pakistan    | 575 000    | 1909                             | 1911            |
| Kenya       | 420 000    | 1910                             | 1920            |
| Corée       | 280 000    | 1922                             | 1946            |
| Allemagne   | 260 000    | 1910                             | 1912            |
| Canada      | 260 000    | 1908                             | 1910            |
| Japon       | 240 000    | 1913                             | 1919            |
| Italie      | 220 000    | 1910                             | 1912            |
| Ouganda     | 210 000    | 1915                             | 1914            |
| Belgique    | 190 000    | 1911                             | 1915            |
| France      | 180 000    | 1910                             | 1911            |
| Nigeria     | 160 000    | 1915                             | 1919            |
| Pologne     | 160 000    | 1910                             | 1910            |
| Hong Kong   | 160 000    | 1914                             | 1916            |

## But et principes
Selon l'Organisation mondiale du mouvement scout, le but et les principes du mouvement scout sont :

### But
Le mouvement scout a pour but de contribuer au développement de la jeunesse en les aidant à réaliser pleinement leurs possibilités physiques, intellectuelles, affectives, sociales et spirituelles, en tant que personnes, que citoyens responsables et que membres des communautés locales, nationales et internationales.

### Principes
- Le devoir envers autrui

- La loyauté envers son pays dans la perspective de la promotion de la paix, de la compréhension et de la coopération sur le plan local, national et international. 

- La participation au développement de la société dans le respect de la dignité de l'homme et de l'intégrité de la nature.
- Le devoir envers soi-même

- La responsabilité de son propre développement
- Le devoir envers Dieu (exception si le mouvement est neutre ou laïc)

- L'adhésion à des principes spirituels, la fidélité à la religion qui les exprime et l'acceptation des devoirs qui en découlent.

### Diversité des pédagogies

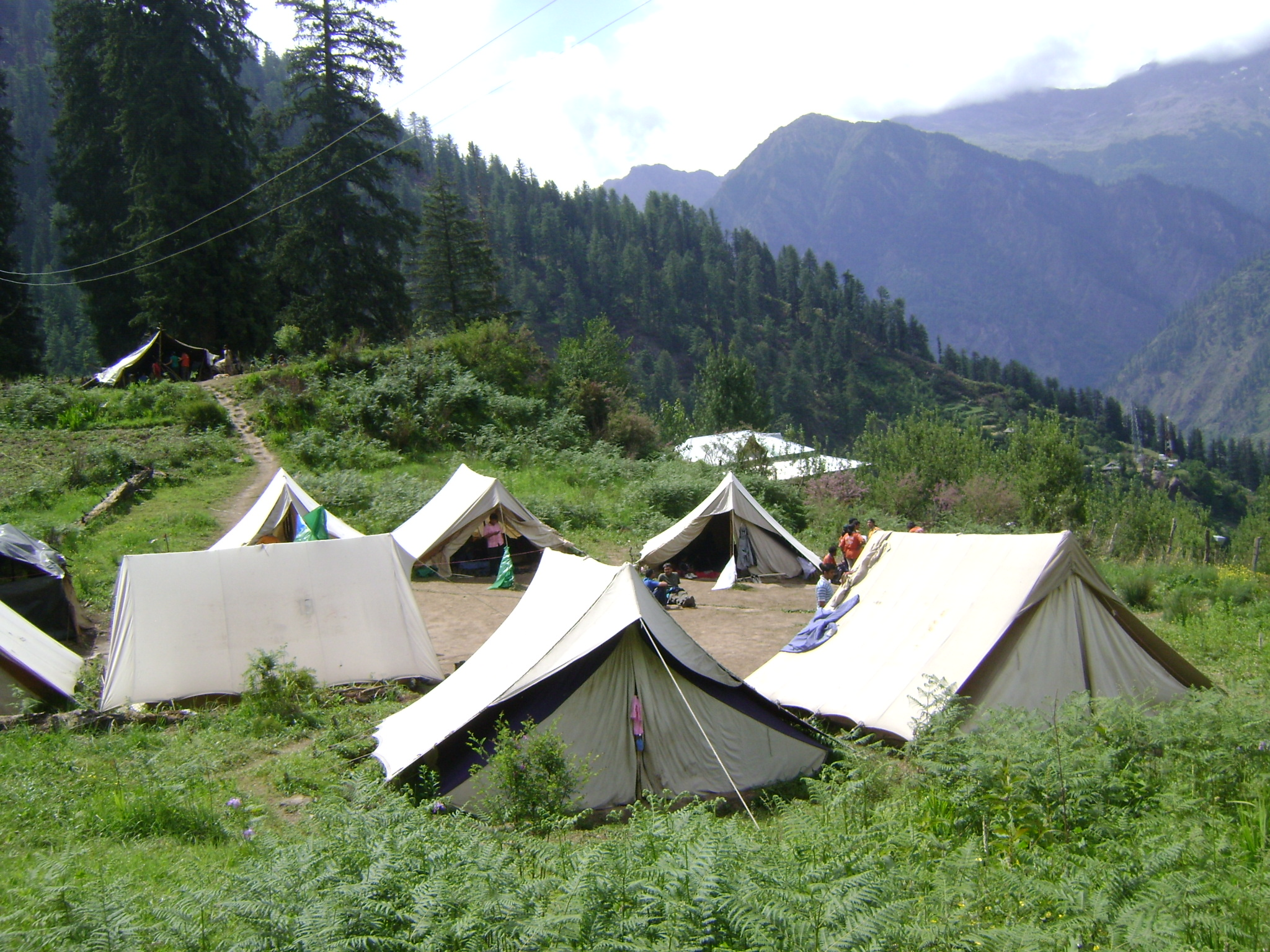
Le camp scout est le point culminant de l'année.

Historiquement, deux sources distinctes ont contribué à la création du scoutisme :
- la première est issue de l'expérience militaire de Baden Powell, principalement du siège de Mafeking où pour la première fois il a utilisé des jeunes comme messagers. Cette première source se manifeste encore aujourd'hui dans la symbolique de la vie en équipe et d'une hiérarchie minimale en son sein ;
- la seconde source est issue du premier camp réalisé par Baden Powell sur l'île de Brownsea en 1907, synthèse d'expériences préexistantes.

Ces deux sources donnent lieu aujourd'hui à des divergences d'application selon les associations qui les mettent en œuvre. On vit ensuite Baden Powell vouloir étendre son recrutement à toutes les couches de jeunes gens, du fait qu'il constituait une des premières formes d'encadrement des loisirs. Dès le départ, Baden Powell construit un mouvement de jeunesse dont il va établir les principes dans son livre Scouting for boys ainsi qu'une série de conférences.
Le scoutisme est fondé sur un principe pédagogique qui cherche à donner des responsabilités à l'enfant et à l'adolescent pour former son caractère par le jeu et l'action dans la nature et à épanouir sa vie sociale dans le respect des valeurs traditionnelles de son milieu social. De manière régulière, le scoutisme propose des camps en milieu naturel et des activités d'entraide, de bienfaisance, humanitaires. À l'origine les jeunes étaient séparés par classe d'âge et par sexe, assurant différentes activités en fonction des groupes.
Les organisateurs d'activités de scoutisme sont soumis aux obligations générales valant pour toute structure d'animation accueillant des mineurs. Cependant, ils bénéficient de conditions dérogatoires par rapport aux structures d'animation classiques, avec ou sans hébergement.

### Loi scoute
La loi scoute est la règle que chaque jeune adhérent à un mouvement scout tente de respecter. Elle fait partie, comme la promesse, le système des patrouilles et les activités de plein air des principes édictés par lord Robert Baden-Powell dans son livre Éclaireurs édité en 1908.
Il est important de souligner que le terme de loi chez les scouts n'a en aucun cas de sens légal. La loi est une série de « conseils de vie » qui sont proposés au jeune. C'est lui qui choisit de « faire de son mieux » pour suivre ces conseils, après réflexion et avec l'aide de ses chefs, de sa famille et des amis. En cas de non-respect de la loi, aucune sanction ne sera prise. Tout au plus une discussion lui permettra de prendre conscience pour faire mieux la fois suivante et ainsi progresser. Chaque jeune a donc la possibilité de s'approprier cette loi et de la mettre en application à son rythme en fonction de ses points forts et de ses faiblesses.
Si les principes fondateurs sont les mêmes, la loi scoute diffère dans son contenu et sa formulation d'un mouvement à l'autre, et d'un âge à l'autre.

### Promesse scoute
La Promesse est l'engagement solennel que prend, au cours d'une cérémonie, le ou la jeune pour marquer son adhésion à la loi et aux valeurs du scoutisme. Elle fait partie des constantes de toutes les branches du scoutisme. Seule la forme change d'un mouvement à l'autre. Dans bien des associations la promesse contient une référence à Dieu. Quelques associations font de la promesse un engagement devant les pairs.
« Soyez toujours fidèles à votre Promesse scoute même quand vous aurez cessé d'être un enfant - et que Dieu vous aide à y parvenir ! » sont les derniers mots de la lettre d'adieu que Baden-Powell adresse à l'ensemble des éclaireurs.

## Pratique du scoutisme

### Habillement, symboles et culture scouts
Les mots de Baden-Powell sur le scout à son image sont : recherche, observation, déduction, nautisme, secourisme, santé, discipline, responsabilités, chevalerie et patriotisme.

#### L'uniforme

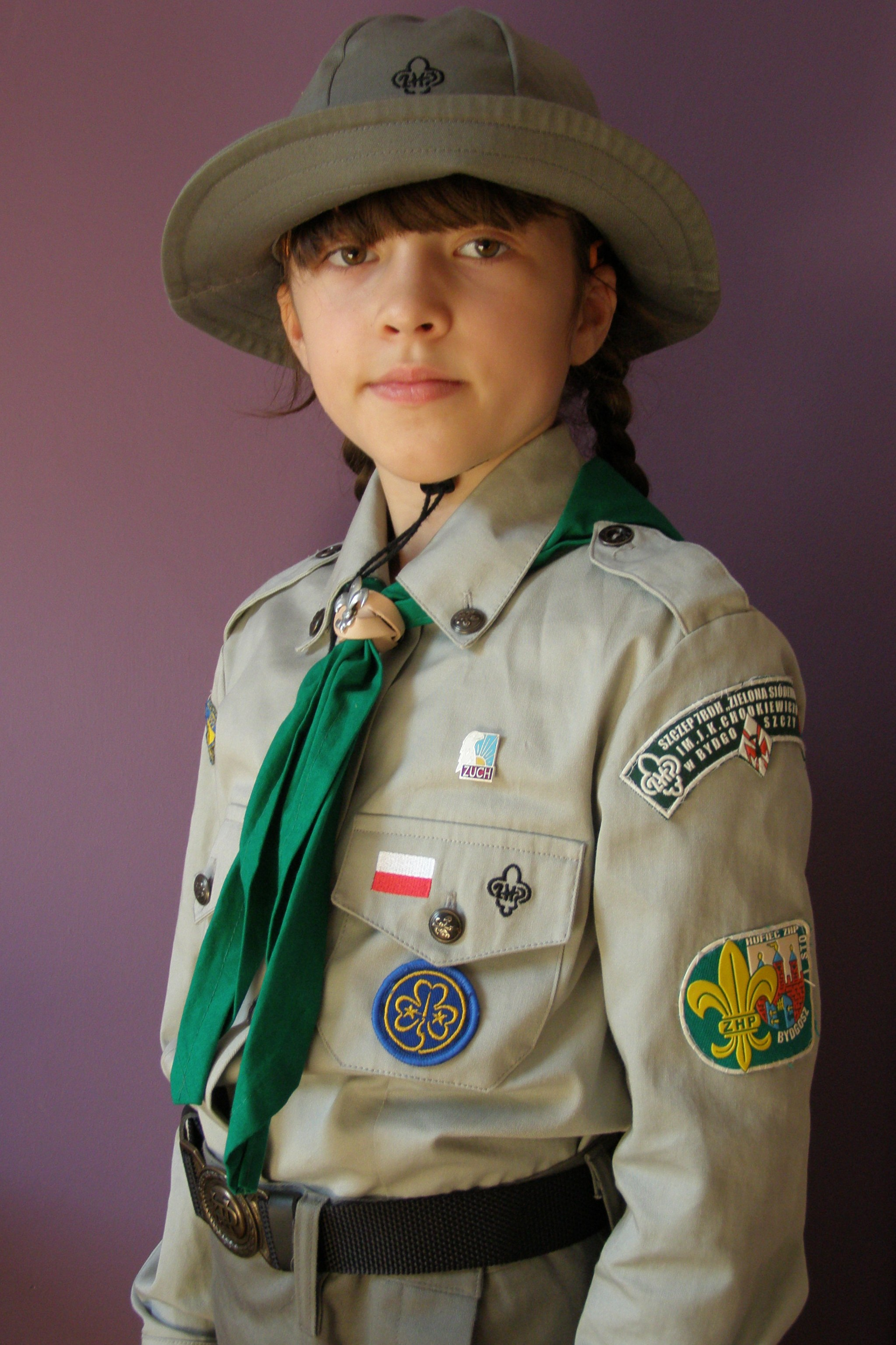
Guide polonaise en uniforme comprenant chemise, foulard, ceinturon et chapeau. D'autres mouvements ne revêtent que la chemise et le foulard.

L'uniforme est une des caractéristiques du mouvement scout comme le rappelle Baden-Powell lors du Jamboree de 1938 : « il recouvre les différences de pays et d'origines et leur fait sentir qu'ils appartiennent tous à la même Communauté du Monde. »
Inspiré de celui porté par les troupes coloniales britanniques, l'uniforme original est constitué d'une chemise kaki, d'une culotte courte et d'un chapeau à larges bords (Quatre-bosses). Par ailleurs, Baden-Powell portait également un short puisque d'après lui, le fait d'être habillé de la même façon que les jeunes contribuait à réduire la distance qui les séparait des adultes. On lui prête aussi l'affirmation selon laquelle « on n'attrape pas froid par les genoux ! ».
De nos jours, les tenues ont évolué. Si certains mouvements ont conservé une tenue classique, dans d'autres, les tenues se sont simplifiées et colorées. On en trouve des bleus, orange, rouges ou verts, ne gardant parfois de la tenue qu'une chemise et un foulard. De la même façon, les culottes courtes sont parfois remplacés par des pantalons, notamment dans les pays où la culture demande de la réserve ou pour des raisons climatiques. La jupe-pantalon peut aussi être adoptée pour les Guides dans certains pays. De même, le chapeau « quatre-bosses » peut être remplacé par un béret à deux flots, un bachi (béret à pompon, pour les marins) ou un calot.
Enfin, chaque association, dans les différents pays, dispose d'une couleur pour son uniforme et au sein d'une même association, il arrive que la couleur de la tenue diffère en fonction de l'âge.

#### Insignes et badges

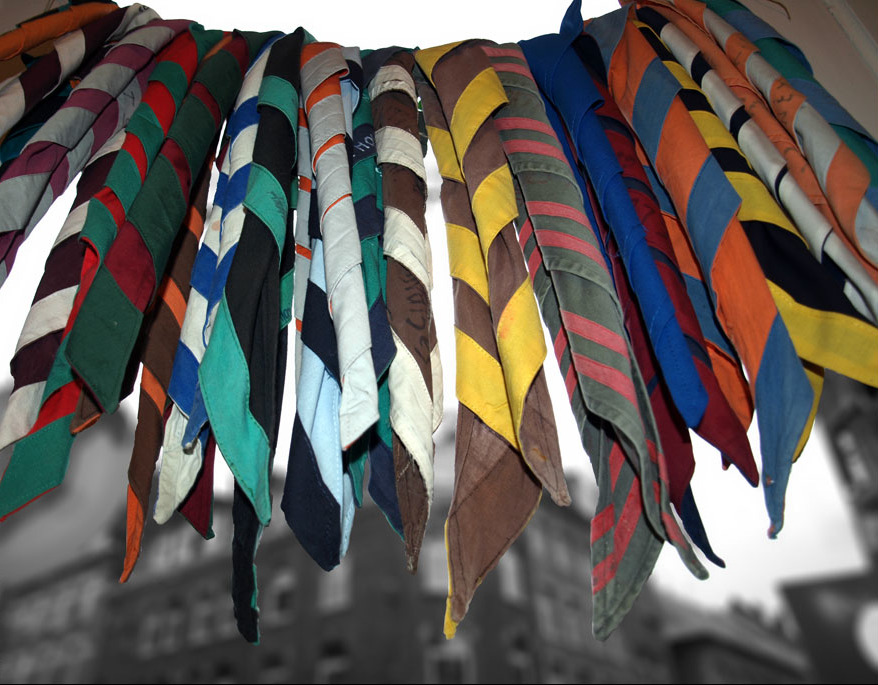
De multiples foulards scouts, représentants chacun un groupe local. Une tradition veut qu'ils s'échangent.

Le mouvement scout possède deux symboles internationaux : la fleur de lys utilisée par les organisations membres de l'Organisation mondiale du mouvement scout et le trèfle par les membres de l'Association mondiale des guides et éclaireuses. Ces badges font partie de l'uniforme officiel des scouts.
Le badge de l'OMMS est circulaire et violet avec une fleur de lys en son centre. Il est entouré par un morceau de corde fermé par un nœud plat. La fleur de lys est un symbole ancien utilisé par Baden-Powell pour les scouts enrôlés dans l'armée britannique et qui est par la suite adopté et modifié par le mouvement scout. La pointe en flèche représente le Nord sur une boussole et avait pour but de guider les scouts sur le chemin de l'aide et de l'unité. De la même façon, les trois pointes de la fleur de lys représentent les trois devoirs envers Dieu (ou un « Idéal Élevé » pour les mouvements non confessionnels), soi-même et les autres et rappellent également les trois principes de Franchise, Dévouement et Pureté. Les deux étoiles à cinq branches représentent la vérité et le savoir avec les dix branches symbolisant les dix points de la loi scoute. Enfin, le lien au bas de la fleur tend à montrer l'esprit de famille du scoutisme.
Le symbolisme du trèfle de l'AMGE est assez similaire : les trois feuilles représentent les trois devoirs et les trois parties de la promesse scoute, les deux étoiles à cinq branches symbolisent la loi scoute et la veine au centre représente l'aiguille de la boussole montrant le droit chemin. Enfin, la base du trèfle représente la flamme de l'amour et les couleurs bleu et or le soleil qui brille sur tous les enfants du monde.
Le svastika a également été utilisé par les Boy scouts. D'après « Johnny » Walker, la première utilisation par le scoutisme date du Thanks Badge de 1911. En effet, le dessin de la médaille du mérite de Baden-Powell en 1922 ajoutait un svastika à la fleur de lys en signe de bonne chance à celui qui la recevait. Comme Rudyard Kipling, il avait sans doute découvert ce symbole en Inde. Cependant, au cours de l'année 1934, de nombreux scouts ont demandé un changement dans le dessin du fait de l'utilisation du svastika par le parti national-socialiste des travailleurs allemands. Une nouvelle médaille du mérite est alors éditée en 1935.
Les mouvements chrétiens utilisent généralement le symbole de la croix sous diverses formes comme la croix de Jérusalem, la croix potencée.

#### Totem
Le terme « totem », originaire des Indiens d'Amérique, a été repris par la tradition scoute dans certains pays. Il s'agit de qualifier son titulaire d'un nom d'animal suivi d'un adjectif, ce nom et cet adjectif représentant ses qualités morales et/ou physiques. Cet adjectif est parfois une qualité sur laquelle le jeune doit travailler, c'est une qualité à acquérir. Dans la tradition scoute, ce totem est donné à la suite d'une épreuve initiatique (constituant la « totémisation »). Le nom de l'animal devient alors une partie officielle connue de tous, l'usage de l'adjectif étant parfois réservé aux autres « sachems ».
Toutefois, à la suite de dérives dans la pratique de la « totémisation », la majorité des mouvements scouts en France l'ont interdite. D'autres associations françaises l'ont réservée à leurs seuls aînés dans un cadre ludique. En Belgique et Suisse notamment, la totémisation subsiste mais dans un cadre rénové. Au Québec, la pratique de la totémisation demeure courante.

### Activités réalisées
Gamme d'activités pratiquées par les scouts, ici en Grande-Bretagne, en Belgique, aux États-Unis, en Allemagne et en Indonésie :

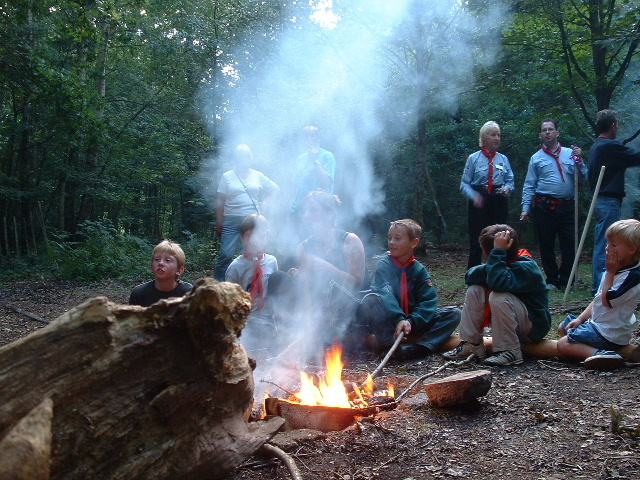
Repas trappeur.
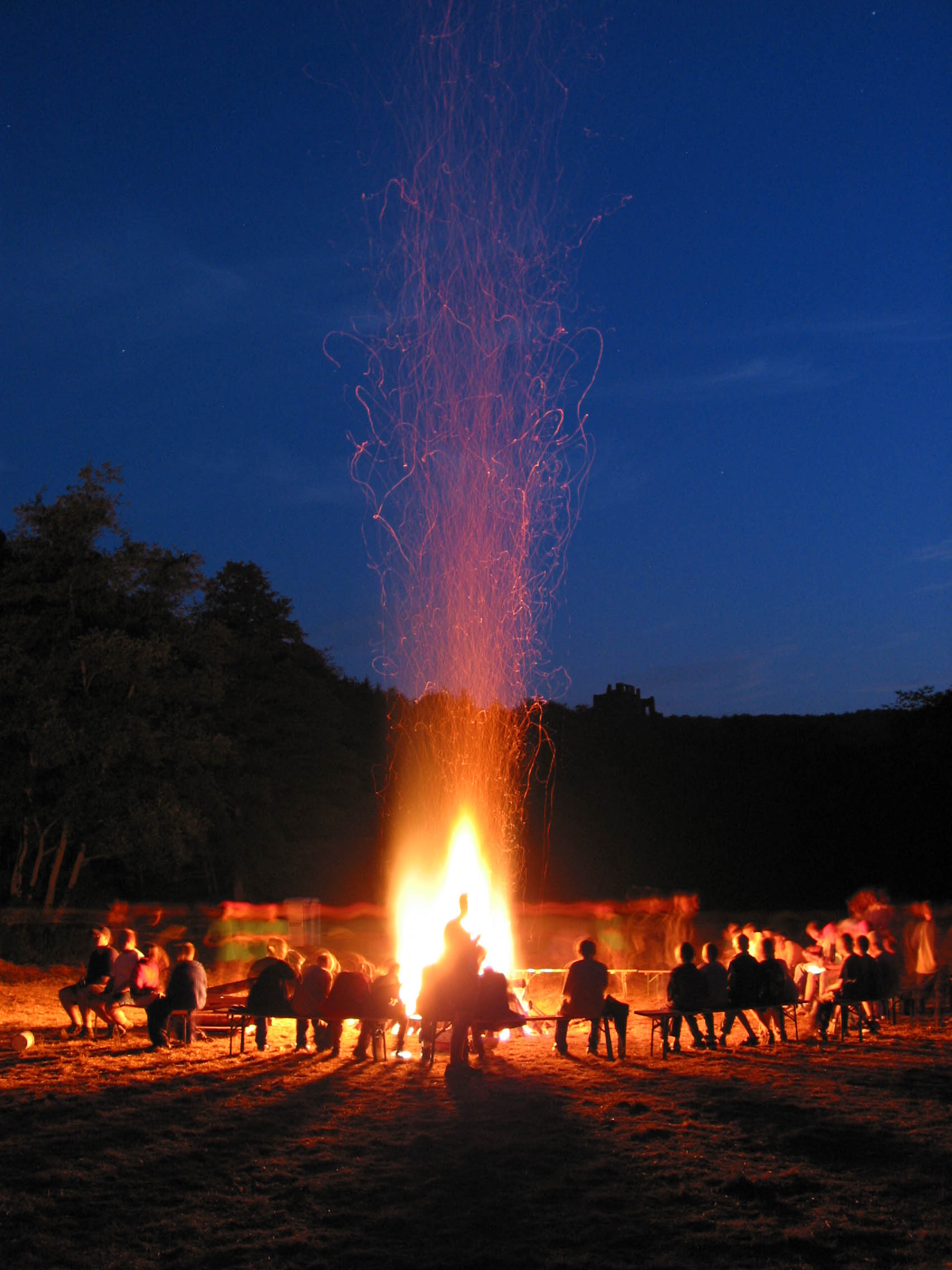
Veillées clôturant une journée.
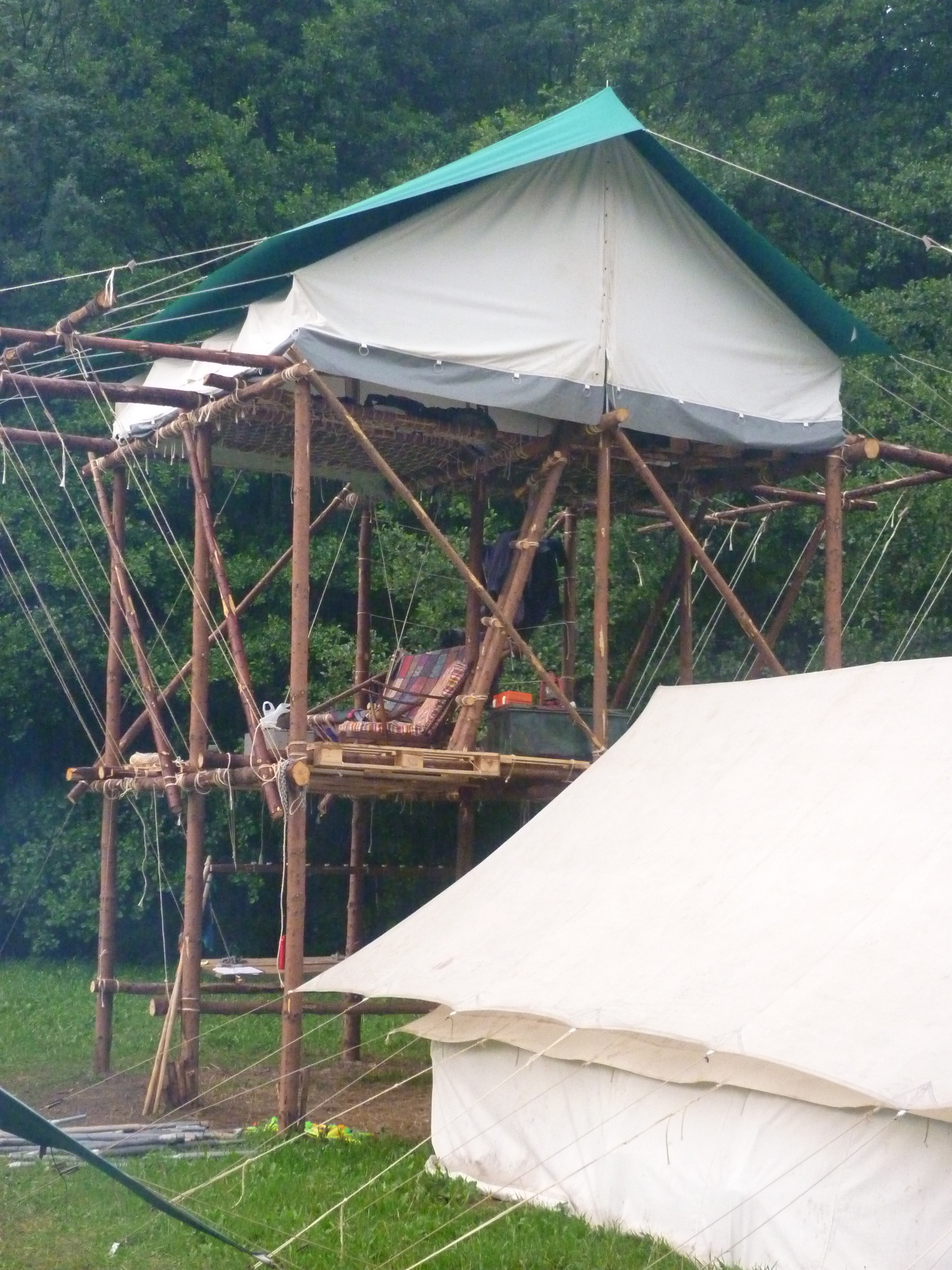
Bushcraft et campement.
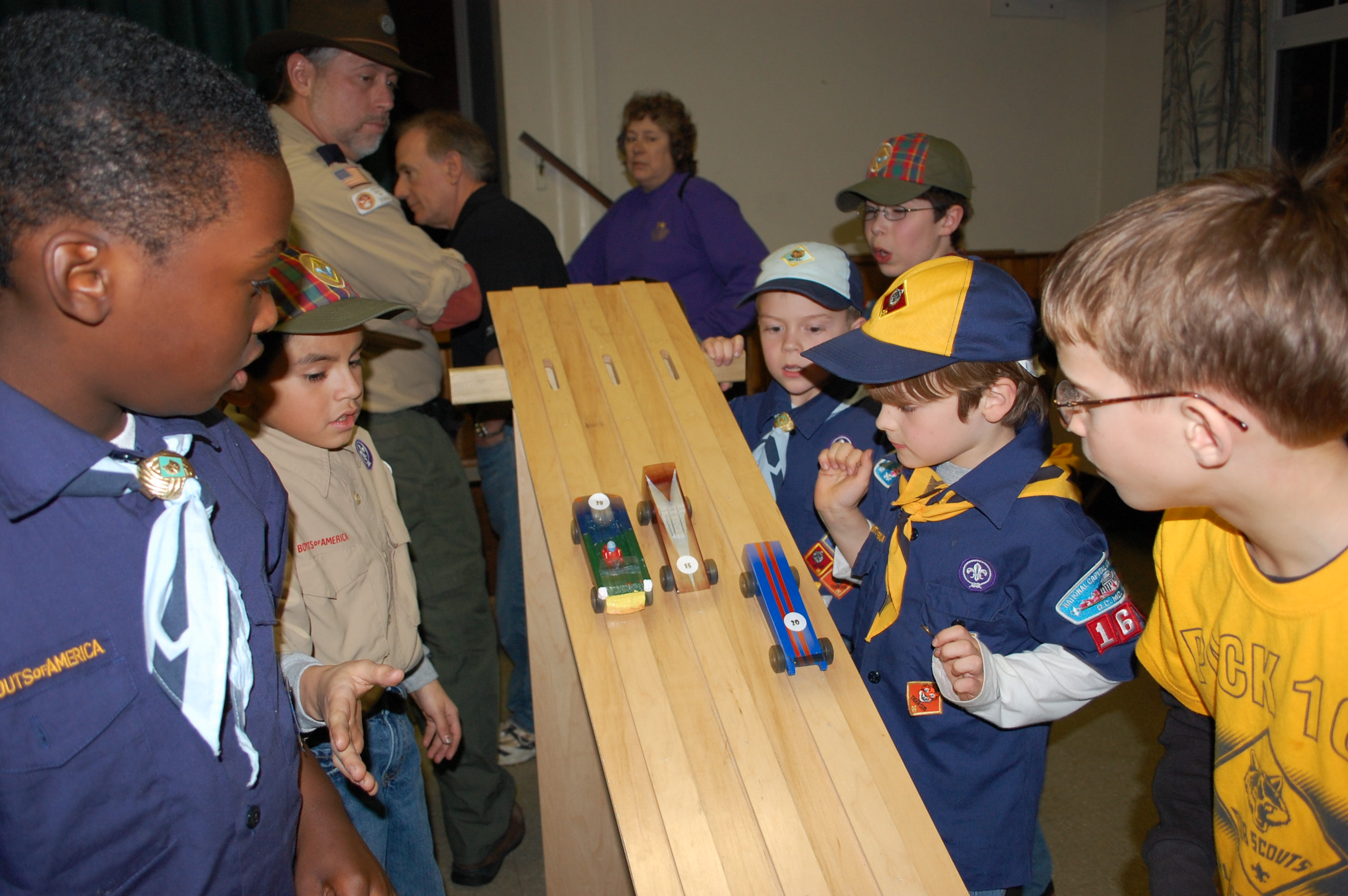
Activités en intérieur.
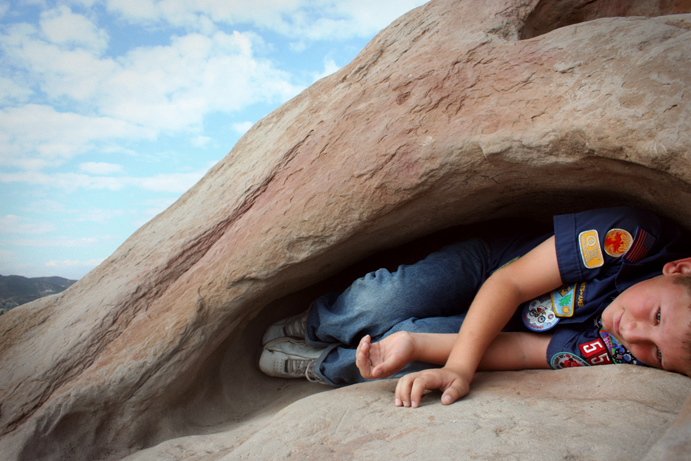
Découverte de la nature.
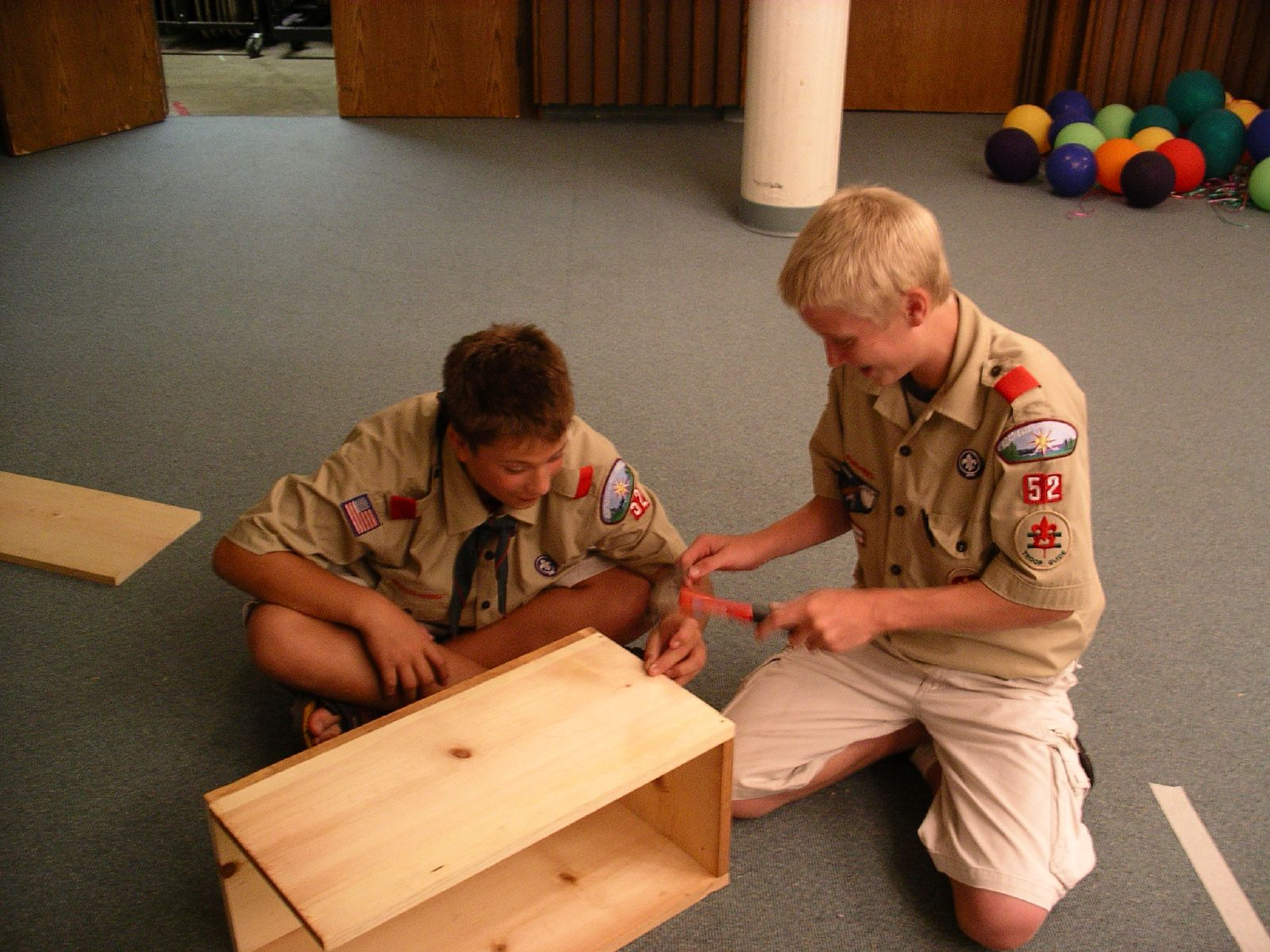
Bricolages.
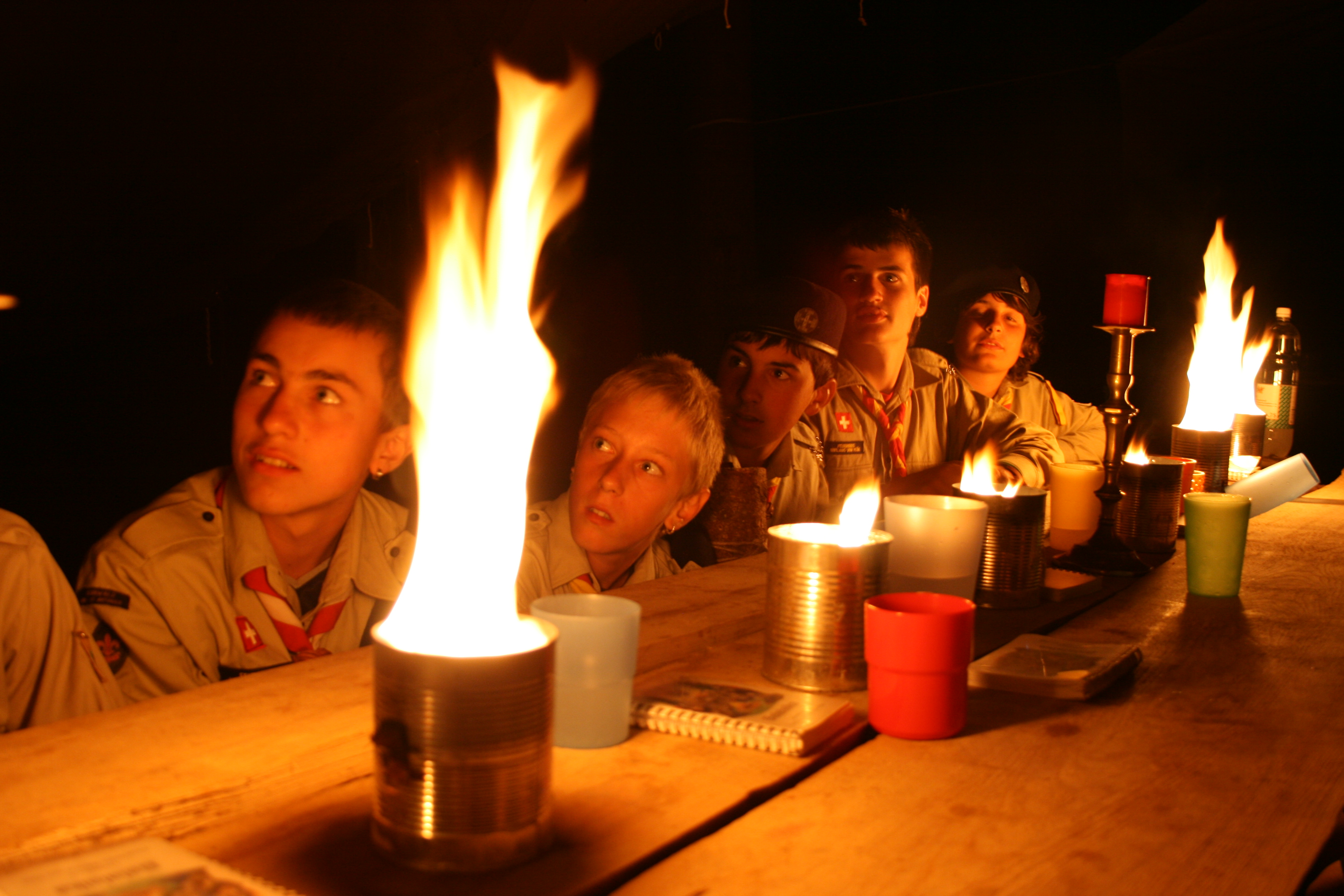
Activités manuelles à vocation d'apprentissage « scientifique ».
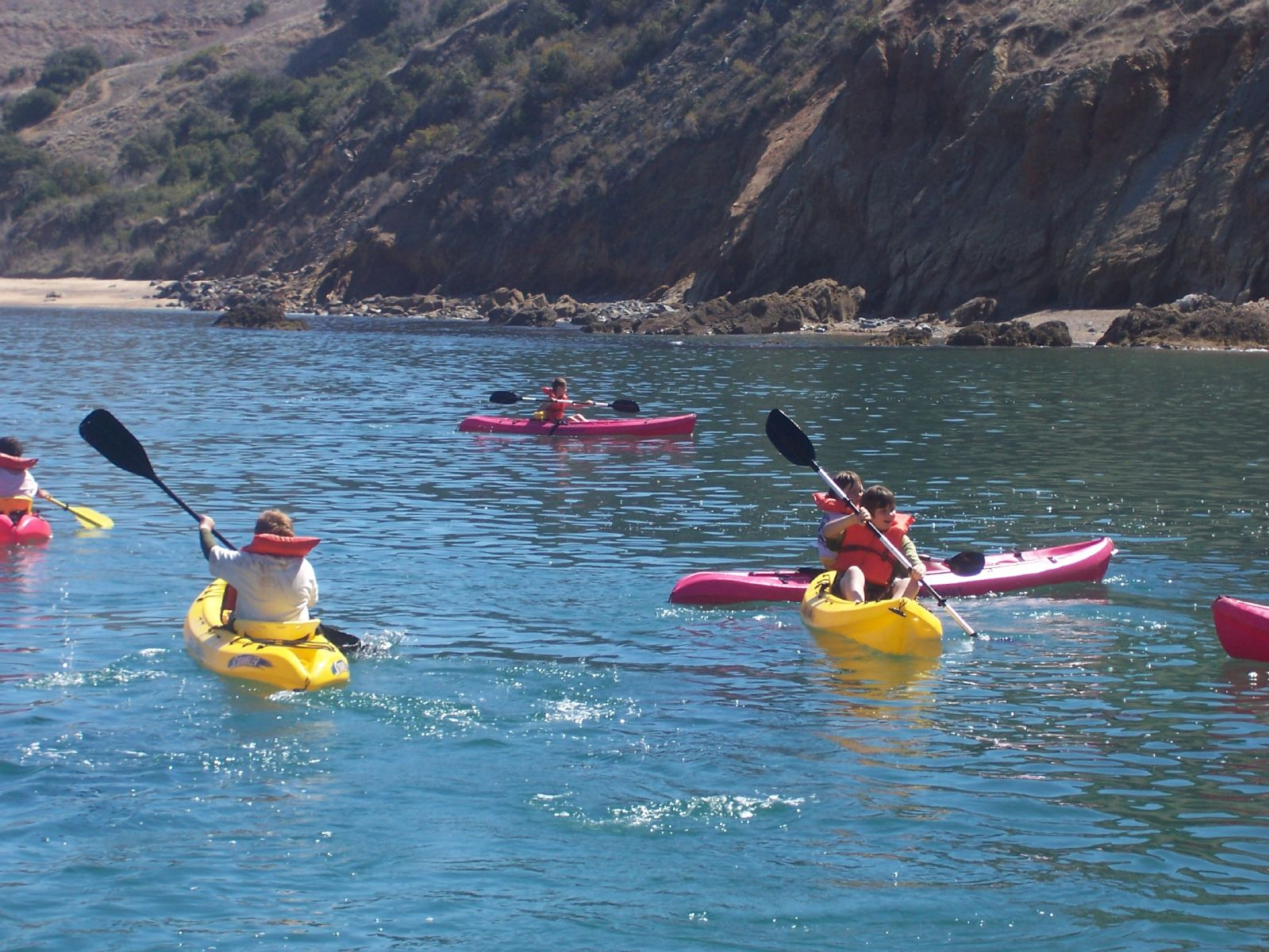
Activités purement sportives.
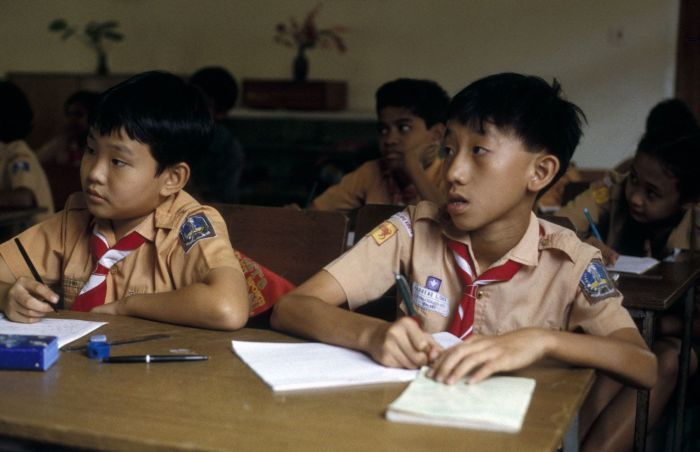
Apprentissage divers.
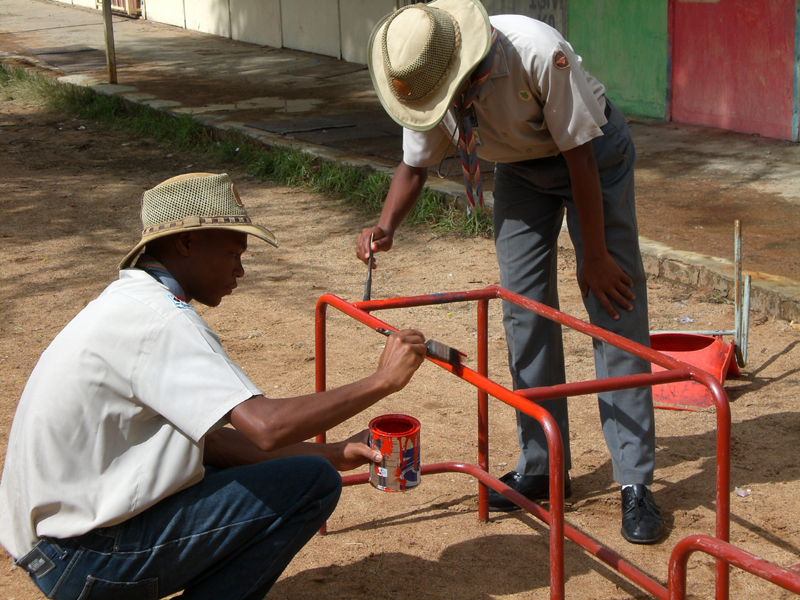
Travaux d'intérêt général.
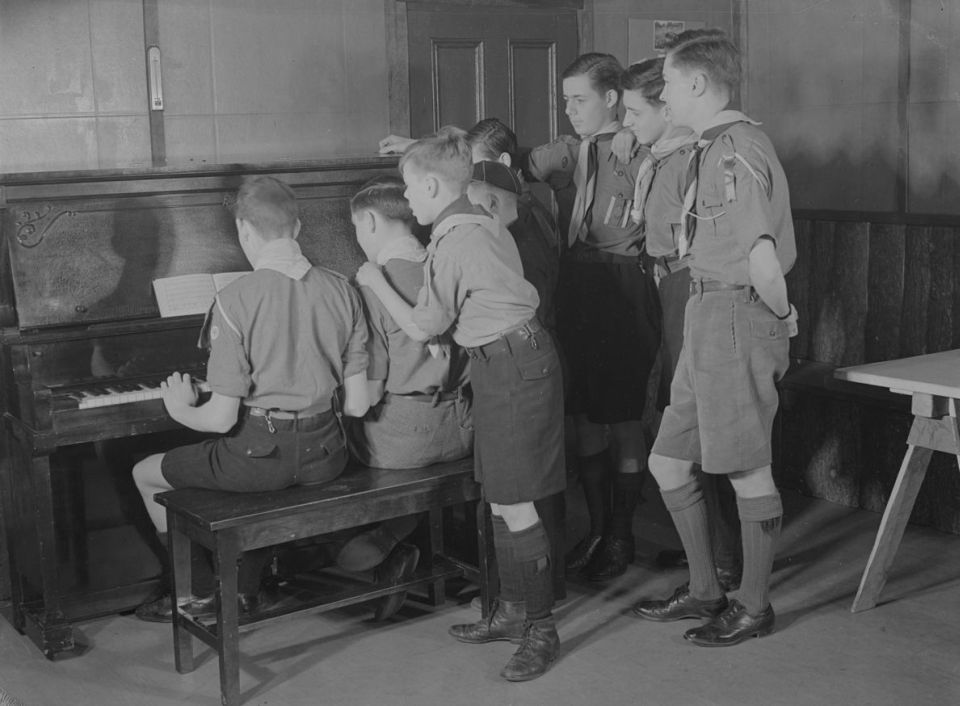
Scouts jouant du piano (Longueuil, 1938)

## Organisations et structures
Il existe de nombreux mouvements de scoutisme à travers le monde, qui reprennent les principes éducatifs de Baden-Powell. Ces mouvements sont généralement affiliés aux deux fédérations mondiales, qui ont été mises en place sous la houlette de Robert Baden-Powell : l'Organisation mondiale du mouvement scout (OMMS, ou WOSM en anglais), basée à Kuala Lumpur (Malaisie) et l'Association mondiale des guides et éclaireuses (AMGE, ou WAGGGS en anglais), basée à Londres (Royaume-Uni). Ces deux fédérations ne reconnaissent dans chaque pays qu'une seule association ou fédération d'associations à l'exception du Canada (à l'image du Scoutisme français).
Il existe d'autres fédérations internationales, comme l'union internationale des guides et scouts d'Europe (UIGSE), basée à Château-Landon (France), qui regroupe des associations non-adhérentes à l'OMMS ou l'AMGE.

## Scoutisme dans l'art

### Scoutisme dans la littérature

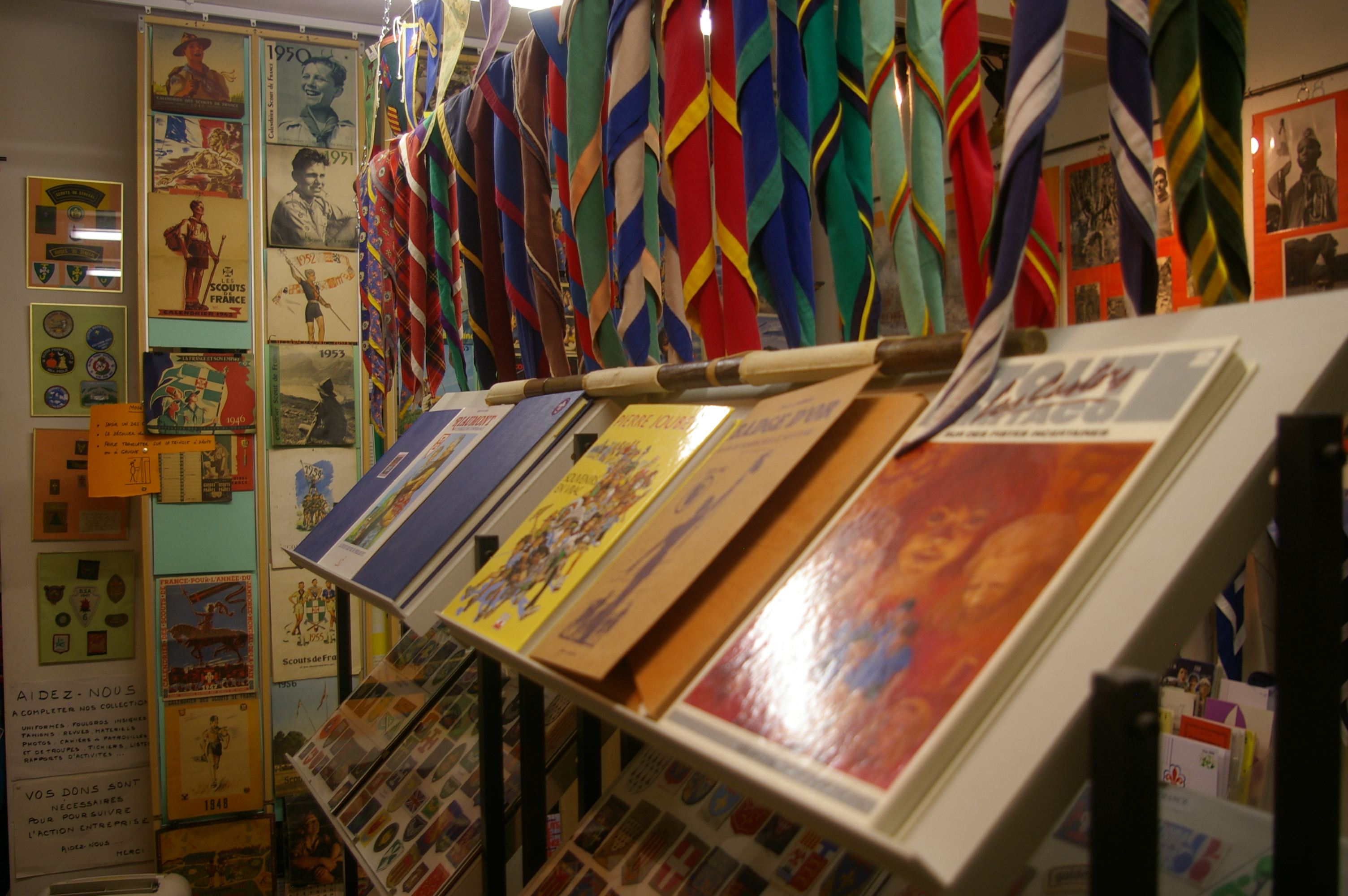
Littérature scoute au musée de Sisteron.

Le scoutisme est à la base d'une abondante littérature pour adolescents, exaltant les vertus (dévouement, service…) mises en avant par le scoutisme.
- La collection « Signe de Piste » est à l'origine d'une des séries phares de ce genre littéraire, repris par la suite par plusieurs éditeurs (éditions Tequi, La Licorne, éditions du Triomphe. Les auteurs les plus populaires sont Serge Dalens et Jean-Louis Foncine. En ce qui concerne l'illustration, certains auteurs, notamment Pierre Joubert ont fait du scoutisme leur principale source d'inspiration.

Le scoutisme est également largement exploité dans la littérature pour la jeunesse. Parmi les exemples les plus célèbres :
- La Patrouille des Castors reste une référence (dans Spirou). Cette série de bande dessinée est née sous la plume de Mitacq et met en scène cinq jeunes scouts dans de multiples aventures.
- Hamster Jovial et ses louveteaux: De son côté, le dessinateur Gotlib a donné une présentation humoristique décalée du scoutisme avec son personnage Hamster Jovial.
- les Castors Juniors qui apparaissent dans l'univers des Walt Disney dans le monde de Picsou et de Donald.

Voici une liste alphabétique non exhaustive des albums de bande dessinée ayant trait au scoutisme :
- Les 3 A, de Mittéï, une série publiée dans les années soixante dans le Journal de Tintin ;
- Les Aventures de Vick et Vicky, de Bruno Bertin aux Éditions P'tit Louis ;
- La patrouille des Mouflons ;
- Hamster Jovial ;
- Sac au dos sans trêves - La vie de Jacques Sevin de Palmar et Alberic de Palmaert [14]
- La sizaine des bruns-par Pascale MORINIERE, fait vivre les aventures d'une sizaine pas ordinaire qui vit toutes sortes d'aventures.

### Dans la culture populaire
Voici une liste alphabétique non-exhaustive des films ayant trait au scoutisme :

#### Thème principal
- Cœurs héroïques (1927), film muet (premier film scout)
- Nino Scout de France (1928), film muet
- Robinson Junior (1929) d'Alfred Machin
- Bons Scouts (1938) de Jack King
- Antoine chef de Bande (1948) de Roger Faucault et Pierre Villiaume sur une idéé de Jean-Louis Foncine
- Le Merveilleux Royaume (1954) de Georges Ferney d'après le récit homonyme de Pierre Labat (collection Signe de piste)
- Les Cent Camarades (1957) de Georges Ferney d'après le roman homonyme de Claude Appell (collection Signe de piste)
- Demain des hommes (1966)
- Scout toujours... (1985) de Gérard Jugnot
- Scout un jour, scout toujours (1993), 8e épisode de la saison 5 des Simpson
- Max zéro malgré lui (1995)
- Les Aiguilles rouges (2006)
- Bienvenue chez les scouts (2011)
- Au nom des fils (2014), téléfilm de Christian Faure
- Le Secret de Confrécourt (2014), film tourné par les Guides et Scouts D'Europe

#### Thème secondaire
- La Fin du jour (1939), de Julien Duvivier
- Le Souffle au cœur (1971), de Louis Malle
- Au revoir les enfants (1987), de Louis Malle
- Blessures secrètes (1993), de Michael Caton-Jones
- Là-haut (2009)
- Moonrise Kingdom (2012), de Wes Anderson

#### Films documentaires sur le scoutisme
- Images du Jamboree reportage de 35 minutes noir et blanc sonore réalisé au jamboree de Bad-Ischl en 1951 par Georges Ferney.
- Cent ans de scoutisme est un DVD contenant les documentaires de François Rabaté Paroles de scouts et Histoires de scouts. Paru en novembre 2007 pour le centième anniversaire de la création du scoutisme.

## Scouts célèbres
- Hergé fut membre de l'Association Royale des Boys-Scouts de Belgique de 1919 à 1920.
- Jean-Jacques Goldman fut Éclaireur de France, à Paris.
- Vianney fut Scout d’Europe
- Julien Clerc fut Éclaireur de France, à Paris, groupe Montaigne.
- Jean Dujardin fut Scout de France à Plaisir, dans les Yvelines
- Jacques Chirac fut Scout de France à la 27e Paris, groupe Saint-Philippe-du-Roule.
- La reine Élisabeth II fut guide
- Esther Duflo fut Éclaireuse Unioniste